# Zmarli w grudniu 2020

## Grudzień 2020
- 31 grudnia
  - Karol Biniek – polski trener lekkoatletyki[1]
  - Steve Brown – brytyjski producent muzyczny[2][3]
  - Tommy Docherty – szkocki piłkarz, trener[4]
  - Jolanta Fedak – polska polityk i politolog, minister pracy i polityki społecznej (2007–2011), posłanka na Sejm IX kadencji[5]
  - Zbigniew Gorączko – polski działacz sportowy, kawaler orderów[6]
  - Robert Hossein – francuski aktor, reżyser i scenarzysta filmowy[7]
  - Dušan Jovanović – słoweński reżyser filmowy, dramaturg[8]
  - Jan Kaniewski – polski dyrygent i wykładowca akademicki[9][10]
  - Michael Kindo – indyjski hokeista na trawie, medalista olimpijski[11]
  - Emília Kováčová – słowacka ekonomistka i nauczycielka akademicka, pierwsza dama Słowacji (1993–1998)[12]
  - Adam Książek – polski piłkarz[13]
  - Marian Leszczyński – polski wioślarz, olimpijczyk[14]
  - Andrzej Mateja – polski koszykarz[15][16]
  - Marian Osuch – polski przedsiębiorca, kawaler Orderu Uśmiechu[17]
  - Marek „Krzykacz” Pawłowski – polski złomiarz, bohater programu Złomowisko PL[18]
  - Olivier Royant – francuski dziennikarz, redaktor naczelny „Paris Match”[19]
  - Zdzisław Samsonowicz – polski specjalista w zakresie budowy i eksploatacji maszyn, prof. zw. dr hab. inż.[20]
  - Joan Micklin Silver – amerykańska reżyser filmowa i teatralna[21]
  - Elżbieta Skrzyńska-Ćwiąkalska – polska chemiczka, prof. dr hab.[22]
  - Szczepan Szczykno – polski reżyser teatralny i telewizyjny[23]
  - Andrzej Ślusarczyk – polski artysta fotograf[24]
  - Dick Thornburgh – amerykański prawnik i polityk Partii Republikańskiej, były gubernator Pensylwanii (1979–1987)[25]
  - Narsing Yadav – indyjski aktor[26]
  - Momčilo Vujačić – czarnogórski piłkarz[27]
  - Maciej Zięba – polski dominikanin, teolog i publicysta[28]
- 30 grudnia
  - Aldo Andretti – amerykański kierowca wyścigowy pochodzenia włoskiego[29]
  - Ronald Atkins – brytyjski polityk, członek Izby Gmin (1966–1970, 1974–1979)[30]
  - Andrzej Borodo – polski specjalista w zakresie prawa budżetowego i finansów samorządu terytorialnego, prof. dr hab.[31]
  - Jos Compaan – holenderska kajakarka[32]
  - Shabba Doo – amerykański aktor i tancerz[33]
  - Roman Dzwonkowski – polski duchowny katolicki, pallotyn, socjolog, prof. dr hab.[34]
  - Andrew Han Jingtao – chiński duchowny katolicki, biskup[35]
  - Joachim Hörster – niemiecki polityk, prawnik i samorządowiec, deputowany Bundestagu[36]
  - Jacek Kępa – polski historyk, germanista i polonista, publicysta[37]
  - Frank Kimbrough – amerykański pianista jazzowy[38]
  - Zenobia Klepacka – polska działaczka konspiracji w czasie II wojny światowej, dama orderów[39]
  - Samuel Little – amerykański seryjny morderca[40]
  - Milan Lučanský – słowacki generał policji i urzędnik państwowy, szef słowackiej policji (2018–2020)[41]
  - Jehoszua Maca – izraelski polityk i przedsiębiorca, minister zdrowia (1996–1999)[42]
  - Phyllis McGuire – amerykańska piosenkarka[43]
  - Martha Navarro – meksykańska aktorka[44]
  - Alto Reed – amerykański saksofonista[45]
  - Shabba Doo – amerykański aktor, tancerz i choreograf[46]
  - Aleksandr Spirin – rosyjski biochemik[47]
  - Dawn Wells – amerykańska aktorka[48]
  - Eugene Wright – amerykański kontrabasista jazzowy, członek The Dave Brubeck Quartet[49][50]
- 29 grudnia
  - Hatem Ali – syryjski aktor i reżyser[51]
  - Edmund Baranowski – polski publicysta i działacz kombatancki, uczestnik konspiracji w czasie II wojny światowej, powstaniec warszawski[52]
  - Claude Bolling – francuski kompozytor i muzyk jazzowy[53]
  - Romell Broom – amerykański morderca[54]
  - Jessica Campbell – amerykańska aktorka[55]
  - Pierre Cardin – francuski projektant mody[56]
  - Dżambulat Chatochow – rosyjski sumoka, rekordzista Guinessa w kategorii najcięższego dziecka na świecie[57]
  - Wiktor Drukier – polski działacz opozycji w PRL, kawaler orderów, syn Bolesława Drukiera[58]
  - Josefina Echánove – meksykańska aktorka[59]
  - Norman Golb – amerykański hebraista[60]
  - Agitu Ideo Gudeta – etiopska aktywistka i przedsiębiorca działająca we Włoszech[61]
  - Luke Letlow – amerykański polityk Partii Republikańskiej, członek-elekt Izby Reprezentów[62]
  - Gösta Linderholm – szwedzki wokalista[63]
  - Gregory Ochiagha – nigeryjski duchowny rzymskokatolicki, biskup[64]
  - Corrado Olmi – włoski aktor i komik[65]
  - Serafin – grecki duchowny prawosławny, biskup[66]
  - John Paul Jr. – amerykański kierowca wyścigowy[67]
  - John Fulton Reid – nowozelandzki krykiecista, reprezentant kraju[68]
  - Geoffrey Robinson – australijski duchowny rzymskokatolicki, biskup pomocniczy Sydney (1984–2004)[69]
  - Vincenzo Rosito – włoski piłkarz[70]
  - Luigi Snozzi – szwajcarski architekt[71]
  - Jan Tajchman – polski architekt specjalizujący się w historii technik budowlanych i konserwacji zabytków architektury[72]
  - Magdalena Tarasiuk – polska pisarka[73]
  - Jeanine Touluse – francuska lekkoatletka, mistrzyni kraju[74]
- 28 grudnia
  - Csaba Ali – węgierski pływak, olimpijczyk[75]
  - Fu Cong – chiński pianista[76]
  - Paul-Heinz Dittrich – niemiecki kompozytor[77]
  - Josefina Echánove – meksykańska aktorka i modelka[78]
  - Gorazd – macedoński duchowny prawosławny, biskup[79]
  - Paul Sueo Hamaguchi – japoński duchowny rzymskokatolicki, biskup Ōity (2011–2020)[80]
  - Paul Heller – amerykański producent filmowy[81]
  - George Hudson – brytyjski piłkarz[82]
  - Jyrki Heliskoski – fiński trener piłkarski, selekcjoner reprezentacji Finlandii[83]
  - Władimir Jefimienko – rosyjski muzyk i piosenkarz estradowy[84]
  - Osman Junuzović – bośniacki lekkoatleta, biegacz[85]
  - Danuta Książek – polska biolog i ekolog, dr hab.[86]
  - Alfons Kułakowski – polski malarz współczesny[87]
  - Walentin Łazarow – bułgarski koszykarz i działacz sportowy[88]
  - Armando Manzanero – meksykański piosenkarz i kompozytor[89]
  - David Medalla – filipiński rzeźbiarz[90]
  - Milutin Petrović – serbski poeta[91]
  - Bogusław Przeczek – polski inżynier górnik, poseł na Sejm PRL III kadencji[92][93]
  - Manuel Sepúlveda – andorski piłkarz[94]
  - Krystyna Spiegel – polska muzealniczka, kurator Muzeum Plakatu w Wilanowie (1991–1996)[95][96][97]
  - Wim van Velzen – holenderski polityk i nauczyciel, eurodeputowany (1989–1999)[98]
  - Włodzimierz Zatorski – polski mnich benedyktyński, publicysta[99]
- 27 grudnia
  - Rolf Aggestam – szwedzki poeta, pisarz i tłumacz[100]
  - Arthur Berckmans – belgijski twórca komiksów[101]
  - José Luiz Carbone – brazylijski piłkarz[102]
  - Jerzy Gajewski – polski przedsiębiorca, prezes i twórca Grupy NDI[103][104]
  - Giorgio Galli – włoski historyk i politolog[105]
  - Yuichiro Hata – japoński polityk, minister ziemi, infrastruktury, transportu i turystyki (2012), syn Tsutomu Haty[106]
  - Marian Jochman – polski lekkoatleta, długodystansowiec, olimpijczyk[107]
  - Maria Gąsienica Bukowa – polska narciarka, olimpijka z Cortiny d’Ampezzo 1956 oraz instruktorka narciarstwa[108]
  - Aleksandar Ivić – serbski matematyk, członek Serbskiej Akademii Nauk i Sztuk[109]
  - Roberto Junguito – kolumbijski polityk i ekonomista, minister (1982–1983, 2002–2003), ambasador we Francji i przy Unii Europejskiej[110]
  - Henryk Kalinowski – polski oficer, komandor Marynarki Wojennej, kawaler Orderu Virtuti Militari i Orderów Odrodzenia Polski[111]
  - William Link – amerykański scenarzysta filmowy i telewizyjny, producent[112]
  - Andrzej Maryniarczyk – polski duchowny katolicki, salezjanin, metafizyk, filozof, prof. dr hab.[113]
  - Klavio Meça – albański pływak[114]
  - Mieczysław Morański – polski aktor[115]
  - Ladislav Mrkvička – czeski aktor[116]
  - Helena Nast – polska promotorka sportu i turystyki, dama orderów[117]
  - Zenon Nasterski – polski architekt[118]
  - Mohamed El Ouafa – marokański polityk i dyplomata, minister edukacji (2012–2013)[119]
  - Sergio Pintor – włoski duchowny katolicki, biskup Ozieri (2006–2012)[120]
  - Zbigniew Pocialik – polski piłkarz oraz trener[121]
  - Zouheira Salem – tunezyjska piosenkarka[122]
  - Ewa Siatkowska – polska slawistka, prof. dr hab.[123]
  - Antonio Velasco Piña – meksykański pisarz[124]
  - Janusz Tkaczuk – polski rzeźbarz, wykładowca akademicki[125][126]
- 26 grudnia
  - Władysław Aloksa – polski oficer, płk. w st. spocz. dr. inż., kawaler orderów[127][128]
  - Milka Babović – chorwacka lekkoatletka specjalizująca się w sprincie i biegu przez płotki, dziennikarka sportowa, kilkukrotna rekordzistka Jugosławii[129]
  - George Blake – brytyjski oficer Tajnej Służby Wywiadowczej MI6, szpieg KGB[130]
  - Amadeu Casas – hiszpański gitarzysta bluesowy[131]
  - Victor Cuica – wenezuelski saksofonista i aktor[132]
  - Jerzy Czajkowski – polski uczestnik rajdów motocyklowych, powstaniec warszawski[133]
  - Andrzej Fedorowicz – polski dziennikarz i publicysta historyczny[134]
  - Ariadna Gierek-Łapińska – polska okulistka, profesor[135][136]
  - Bronisława Kowalska – polska polityk, politolog, nauczycielka i wykładowca akademicki, posłanka na Sejm II, III i IV kadencji, eurodeputowana V kadencji[137]
  - Dariusz Król – polski wspinacz, twórca prasy branżowej, autor wielu dróg skałkowych[138]
  - Brodie Lee – amerykański wrestler[139]
  - Jim McLean – szkocki piłkarz i trener, wieloletni selekcjoner Dundee United F.C.[140]
  - Chic McLelland – szkocki piłkarz oraz trener[141]
  - Phil Niekro – amerykański baseballista[142]
  - Bronisław Pura – polski fizyk, dr hab.[143]
  - Stanisław Remuszko – polski dziennikarz, publicysta, socjometra[144]
  - Tito Rojas – portorykański piosenkarz salsy[145]
  - Gregorio Salvador Caja – hiszpański lingwista, członek Hiszpańskiej Akademii Królewskiej[146]
  - Peter Schmidhuber – niemiecki polityk i prawnik, deputowany, członek Komisji Europejskiej (1987–1995)[147]
  - Nomvuzo Shabalala – południowoafrykański polityk[148]
  - Ninoslav Stojadinović – serbski inżynier elektronik, prof. dr hab., członek Serbskiej Akademii Nauk i Sztuk[149]
- 25 grudnia
  - Michael Alig – amerykański morderca, jeden z prekursorów ruchu Club Kids[150][151]
  - Djalma Bastos de Morais – brazylijski polityk i inżynier, minister komunikacji (1993–1995)[152]
  - Brian Binley – brytyjski polityk i przedsiębiorca, członek Izby Gmin (2005–2015)[153]
  - Iwan Bohdan – ukraiński zapaśnik, mistrz olimpijski (1960)[154]
  - Gabriela Bujalska-Grüm – polska biolog, prof. dr hab.[155]
  - Soumaïla Cissé – malijski polityk, minister finansów (1993–2000)[156]
  - Maksim Cyhałka – białoruski piłkarz[157]
  - Halina Danczowska – polska bibliotekarka, regionalistka i autorka książek[158]
  - Izabela Dzieduszycka – polska ekonomistka i tenisistka stołowa[159]
  - Chico Ejiro – nigeryjski reżyser i producent filmowy[160]
  - Reginald Foster – amerykański duchowny katolicki, karmelita bosy, językoznawca[161]
  - Antonio Gento – hiszpański piłkarz[162]
  - Danny Hodge – amerykański zapaśnik, dwukrotny olimpijczyk[163]
  - Robin Jackman – brytyjski krykiecista[164]
  - K.C. Jones – amerykański koszykarz, mistrz olimpijski (1956)[165]
  - Aleh Krauczanka – białoruski dyplomata, wiceminister spraw zagranicznych[166]
  - Martin Lambie-Nairn – brytyjski projektant graficzny[167]
  - François Laborde – francuski duchowny rzymskokatolicki, misjonarz, opiekun trendowatych[168]
  - Barry Lopez – amerykański pisarz i podróżnik[169]
  - Anil Nedumangad – indyjski aktor i osobowości telewizyjna[170]
  - Konrad Orłowski – polski filmowiec, specjalista efektów specjalnych i pojazdów[171]
  - Lin Qi – chiński przedsiębiorca i miliarder, prezes i dyrektor generalny firmy Yoozoo[172]
  - Jaan Rääts – estoński kompozytor muzyki poważnej i filmowej, pedagog[173]
  - Tony Rice – amerykański wokalista i gitarzysta jazzowy i folkowy[174][175]
  - Barbara Rose – amerykańska historyk, krytyk i kurator sztuki[176]
  - Marek Wallmoden – polski powstaniec warszawski[177]
- 24 grudnia
  - Lorens Blinow – rosyjski kompozytor i poeta[178][179]
  - Przemek Cackowski – polski wokalista, kompozytor, autor tekstów[180][181][182][183][184]
  - Catherine Ennis – brytyjska organistka[185]
  - Iwri Gitlis – izraelski skrzypek oraz ambasador dobrej woli UNESCO[186]
  - Krzysztof Goryczko – polski ichtiolog i specjalista rybactwa śródlądowego, prof. dr hab. inż.[187]
  - Jerzy Hauziński – polski historyk, mediewista i orientalista, prof. dr hab., rektor Akademii Pomorskiej w Słupsku (1997–2002)[188]
  - Aleksandar Ivoš – serbski piłkarz[189]
  - Milorad Janković – serbski piłkarz[190]
  - Ryszard Kosek – polski malarz i muzyk[191]
  - Jadwiga Kwapich-Mateńko – polska reporterka[192]
  - Vincent Mhlanga – suazyjski menedżer i polityk, p.o. premiera Eswatini (2018)[193]
  - Tadeusz Pakuła – polski pilot doświadczalny[194]
  - Robert Rzesoś – polski przedsiębiorca, były prezes Centrum Bankowo-Finansowego Nowy Świat[195]
  - Mojmir Sepe – słoweński kompozytor i dyrygent[196][197]
  - Guy N. Smith – brytyjski pisarz, autor horrorów[198]
  - Davie Sneddon – szkocki piłkarz[199]
  - Jan Stachowski – polski bohemista, tłumacz[200]
  - Sławomir Wesołowski – polski kompozytor muzyki rozrywkowej[201]
  - Marian Witalis – polski działacz związkowy, nauczyciel i urzędnik, działacz opozycji w okresie PRL[202]
- 23 grudnia
  - Arkadi Andreasjan – ormiański i sowiecki piłkarz oraz trener, brązowy medalista olimpijski (1972)[203]
  - Maciej Beiersdorf – polski muzealnik, dyrektor Muzeum Historii Fotografii im. Walerego Rzewuskiego w Krakowie (1999–2015)[204]
  - Lucyna Buraczewska – polska działaczka konspiracji niepodległościowej w czasie II wojny światowej oraz powojenna działaczka kombatancka[205][206]
  - John Fletcher (Ecstasy) – amerykański raper, członek zespołu Whodini[207][208]
  - James Gunn – amerykański pisarz science fiction, redaktor, krytyk i wykładowca akademicki[209]
  - Franciszka Jaumień – polski specjalista w zakresie sadownictwa, dr hab.[210]
  - Pero Kvrgić – chorwacki aktor[211]
  - Rebecca Luker – amerykańska aktorka i piosenkarka broadwayowa[212]
  - Kay Purcell – brytyjska aktorka[213]
  - Frankie Randall – amerykański bokser, trzykrotny mistrz świata[214]
  - Sugathakumari – indyjska poetka i aktywistka społeczna[215]
  - Zenon Wąsik – polski specjalista w zakresie techniki cieplnej, kawaler orderów[216]
  - Leslie West – amerykański wokalista i gitarzysta, członek zespołu Mountain[217][218]
  - Andrzej Woźny – polski działacz kombatancki, Sprawiedliwy wśród Narodów Świata[219]
  - Rika Zaraï – francusko-izraelska piosenkarka i pisarka[220][221]
- 22 grudnia
  - Roman Berger – polski muzyk, pianista, kompozytor, filozof muzyki i muzykolog[222]
  - Wojciech Borowik – polski prawnik, polityk i poseł na Sejm II kadencji[223]
  - Claude Brasseur – francuski aktor[224]
  - Stanisław Brzosko – polski działacz konspiracji w czasie II wojny światowej, uczestnik powstania warszawskiego, kawaler orderów[225]
  - Norma Cappagli – argentyńska modelka, Miss World (1960)[226]
  - Rubén Tierrablanca Gonzalez – meksykański duchowny rzymskokatolicki, biblista, biskup, wikariusz apostolski Stambułu[227]
  - Leo Goodman – amerykański statystyk[228]
  - Barbara Gutkowska – polska literaturoznawczyni, prof. dr hab.[229]
  - Maria Magdalena Kośko – polska antropolog, badaczka kultur Azji Środkowej, dr n. hum., dyrektor Muzeum Etnograficznego w Poznaniu[230][231]
  - Velizar Krstić – serbski malarz i rzeźbiarz[232]
  - Paul Loridant – francuski polityk i samorządowiec, senator (1986–2004)[233]
  - Roman Maniak – polski działacz konspiracji niepodległościowej w czasie II wojny światowej, kawaler orderów[234]
  - Muhammad Mustafa Miru – syryjski polityk, premier Syrii (2000–2003)[235]
  - Krzysztof Moszyński – polski matematyk, dr hab., prof. UW[236]
  - Włodzimierz Nowaczyk – polski historyk i krytk sztuki[237]
  - Mario Nuti – włoski ekonomista, doradca polskiego rządu w latach 1994–1997 i 2002–2003[238]
  - Mirosław Pietkiewicz – polski organista, profesor zwyczajny Akademii Muzycznej w Łodzi[239]
  - Juliusz Smardzewski – polski działacz konspiracji w czasie II wojny światowej, powstaniec warszawski, kawaler orderów[240]
  - Özkan Sümer – turecki piłkarz i trener[241]
  - Stella Tennant – brytyjska modelka i arystokratka[242]
  - Andrzej Umiński – polski muzyk jazzowy[243][244]
  - Antonio Vacca – włoski duchowny rzymskokatolicki, biskup Alghero-Bosa (1993–2006)[245]
- 21 grudnia
  - César Árias – meksykański aktor[246]
  - Joost Bellaart – holenderski trener hokeja na trawie, selekcjoner reprezentacji Holandii[247]
  - Wiktar Brucki – białoruski inżynier mechanik i polityk, deputowany[248]
  - Tadeusz Górczyk – polski polityk, urzędnik samorządowy, poseł na Sejm I kadencji[249]
  - Kevin Greene – amerykański footballista[250][251]
  - Michaił Hadżinikołow – bułgarski aktor[252]
  - Jerzy Jerschina – polski wojskowy i funkcjonariusz służb bezpieczeństwa, płk. dr, agent wywiadu cywilnego[253]
  - Aleksandr Kurlandski – rosyjski pisarz i scenarzysta[254]
  - Hamish McLachlan – australijski kajakarz, skazany za oszustwo[255]
  - Piotr Miks – polski muzyk, wokalista i kompozytor[256]
  - K.T. Oslin – amerykańska piosenkarka country[257]
  - Karel Vachek – czeski reżyser filmowy i pedagog[258]
  - Motilal Vora – indyjski polityk, minister zdrowia i rodziny (1988–1993), premier Madhya Pradesh[259]
  - Małgorzata Willaume – polska historyk, prof. dr hab.[260][261]
- 20 grudnia
  - Doug Anthony – australijski polityk, wicepremier (1971–1972, 1975–1983)[262]
  - Anthony Banzi – tanzański duchowny katolicki, biskup Tanga (1994–2020)[263]
  - Nicette Bruno – brazylijska aktorka[264]
  - Marcin Dramiński – polski chemik, prof. dr hab.[265]
  - John Fitzpatrick – brytyjski piłkarz[266]
  - Janusz Gil – polski lekarz i samorządowiec, Honorowy Obywatel Połańca[267]
  - Svatopluk Karásek – czeski muzyk, pisarz i duchowny ewangelicki, poseł[268]
  - Michał Kobyliński – polski poeta i fotograf[269]
  - Rosalind Knight – brytyjska aktorka[270]
  - Inés Moreno – argentyńska aktorka[271]
  - Florencio Olvera Ochoa – meksykański duchowny katolicki, biskup Cuernavaca (2002–2009)[272]
  - Stanisław Poburka – polski zawodnik i trener siatkówki[273]
  - Nasser Sabah Al-Ahmad Al-Sabah – kuwejcki arystokrata, wicepremier i minister obrony (2017–2019), najstarszy syn Sabah al-Ahmada al-Dżabira as-Sabaha[274]
  - Yvonne Sandberg-Fries – szwedzka polityk, posłanka do Riksdagu i Parlamentu Europejskiego IV i V kadencji[275]
  - Ihor Skoczylas – ukraiński historyk[276]
  - Chad Stuart – brytyjski muzyk, członek duetu Chad & Jeremy[277]
  - Leszek Surma – polski duchowny rzymskokatolicki i dziennikarz, ksiądz kanonik[278][279]
  - Jerzy Filip Sztuka – polski rzeźbiarz, projektant i medalier, profesor sztuk plastycznych[280]
  - Ezra Vogel – amerykański socjolog i politolog, badacz Azji Wschodniej[281]
  - Lee Wallace – amerykański aktor[282]
  - Fanny Waterman – brytyjska pianistka i pedagog[283]
  - Dietrich Weise – niemiecki piłkarz, trener[284]
- 19 grudnia
  - Pelle Alsing – szwedzki perkusista, członek zespołu Roxette[285]
  - Anthony Birley – brytyjski historyk i archeolog, badacz starożytnego Rzymu[286]
  - Mile Bogović – chorwacki duchowny katolicki, biskup[287]
  - Walenty Czarnecki – polski piłkarz[288]
  - Małgorzata Czerska – polska ekonomista, prof. dr hab.[289]
  - Vinicio Franco – dominikański piosenkarz[290]
  - David Giler – amerykański producent filmowy i telewizyjny, scenarzysta[291]
  - Wacław Gój – polski hokeista[292][293][294]
  - Mladen Keser – bośniacki muzyk i producent muzyczny[295]
  - Kirunda Kivejinja – ugandyjski polityk, wicepremier i minister ds. relacji z Afryką Wschodnią (2016–2020)[296]
  - Zbigniew Kozak – polski poeta, pisarz i rzeźbiarz ludowy[297]
  - Budal Krishnamurthy – indyjski aktor i reżyser[298]
  - Ryszard Kubiak – polski aktor, reżyser teatralny i animator kultury[299]
  - Marjan Lazovski – macedoński trener i koszykarz, selekcjoner męskiej i żeńskiej reprezentacji Macedonii[300]
  - Mekere Morauta – papuaski polityk i ekonomista, premier Papui-Nowej Gwinei (1999–2002)[301]
  - Märta Norberg – szwedzka biegaczka narciarska[302]
  - Leo Panitch – kanadyjski politolog i filozof pochodzenia żydowskiego[303]
  - Maria Piątkowska – polska lekkoatletka[304]
  - Jan Raczyński – polski ekspert w zakresie taboru szynowego, redaktor naczelny prasy branżowej[305][306][307]
  - Władysław Rosiński – polski działacz kombatancki, uczestnik powstania warszawskiego[308]
  - Pepe Salvaderi – włoski wokalista i muzyk rockowy[309]
  - Franciszek Tomczak – polski ekonomista, prof. dr hab.[310]
  - Alberto Váldes Lacarra – meksykański jeździec, medalista olimpijski (1980)[311]
  - Bram van der Vlugt – holenderski aktor[312]
  - Lutosław Wolniewicz – polski fizyk, prof dr hab.[313]
  - Witold Zawadzki – polski zawodnik i trener koszykarski[314]
- 18 grudnia
  - Roman Arbitman – rosyjski pisarz i krytyk literacki[315]
  - Sabri Balla – albański piłkarz[316]
  - Nikołaj Briatko – rosyjski śpiewak operowy, bas[317]
  - Charlie Brooker – kanadyjski hokeista, brązowy medalista olimpijski (1956)[318]
  - Bogusław Cygler – polski historyk, prof. dr hab.[319]
  - Han Grijzenhout – holenderski trener piłkarski[320]
  - Jiří Hálek – czeski aktor[321]
  - Armin Hofmann – szwajcarski projektant graficzny i typograf[322]
  - Michael Jeffery – australijski polityk, gubernator generalny Australii (2003–2008)[323]
  - Peter Lamont – brytyjski scenograf i dyrektor artystyczny, laureat Oscara (1997), współtwórca 18 filmów o Jamesie Bondzie[324]
  - Kim Lee (właściwie Andy Nguyen) – polski drag queen pochodzenia wietnamskiego[325][326][327]
  - Wiesław Łagodziński – polski socjolog i statystyk[328][329]
  - Michał Marusik – polski polityk, eurodeputowany VIII kadencji (2014–2019), prezes Kongresu Nowej Prawicy (2015–2017)[330]
  - Janusz Margasiński – polski prawnik i działacz polityczny, adwokat, członek Trybunału Stanu (2005–2011)[331]
  - Peter Takeo Okada – japoński duchowny katolicki, arcybiskup[332]
  - José Vicente Rangel – wenezuelski polityk i prawnik, minister spraw zagranicznych i obrony, wiceprezydent Wenezueli, kandydat w wyborach prezydenckich[333]
  - Òscar Ribas Reig – andorski przedsiębiorca, polityk, premier Andory (1982–1984, 1990–1994)[334]
  - Aristóteles Sandoval – meksykański polityk, gubernaor Jalisco (2013–2018)[335]
  - Tim Severin – brytyjski podróżnik i pisarz[336]
  - Alfons Skowronek – polski duchowny, teolog, ekumenista[337]
  - Vlastimir Spasojević – serbski rzeźbiarz i grafik[338]
  - Sun Weiben – chiński polityk i działacz komunistyczny[339]
  - Walentin Szurczanow – rosyjski polityk i dziennikarz, deputowany, działacz Komunistycznej Partii Federacji Rosyjskiej[340]
  - Marek Śpiewak – polski samorządowiec, górnik i urzędnik, wiceprezydent Wałbrzycha (2001–2002), starosta wałbrzyski (2003–2004)[341]
  - Revaz Tavadze – gruziński pianista[342]
  - Bogdan Tyc – polski producent muzyczny, założyciel Box Music[343][344][345]
  - Ryszard Urbanowicz – polski judoka[346]
  - William Winter – amerykański polityk i prawnik, gubernator Misissippi (1980–1984)[347]
  - Noureddine Yazid Zerhouni – algierski polityk, minister spraw wewnętrznych (1999–2010), wicepremier (2010–2012)[348]
- 17 grudnia
  - Namat Abdullah – malezyjski piłkarz[349]
  - Donato Bilancia – włoski seryjny morderca[350]
  - Jadwiga Bocheńska-Kołodyńska – polska krytyczka filmowa[351][352]
  - Jeremy Bulloch – brytyjski aktor[353]
  - Krzysztof Bulski – polski szachista, arcymistrz[354]
  - Pierre Buyoya – burundyjski polityk i wojskowy; prezydent Burundi (1988–1993, 1996–2003)[355]
  - Jeff Clayton – amerykański saksofonista i flecista jazzowy[356]
  - Stanley Cowell – amerykański pianista jazzowy[357]
  - Doug Crane – amerykański animator seriali animowanych[358]
  - Enrico Ferri – włoski polityk i prawnik, poseł i eurodeputowany, minister pracy (1988–1989), lider Włoskiej Partii Socjaldemokratycznej (1993–1995)[359]
  - Maciej Grubski – polski polityk i samorządowiec, senator VII, VIII i IX kadencji[360]
  - Jacó Roberto Hilgert – brazylijski duchowny rzymskokatolicki, biskup Cruz Alta (1976–2002)[361]
  - John Barnard Jenkins – walijski nacjonalista i wojskowy, przywódca grupy paramilitarnej Mudiad Amddiffyn Cymru[362]
  - Hennadij Kernes – ukraiński przedsiębiorca, samorządowiec, polityk, mer Charkowa (2010)[363]
  - Tuncay Mataracı – turecki polityk i menedżer, minister ceł i monopoli (1978–1979)[364]
  - Leif Mills – brytyjski wojskowy i działacz związkowy[365]
  - Ignaz Puschnik – austriacki piłkarz[366]
  - Christina Rodrigues – brazylijska aktorka[367]
  - Giovanni Sacco – włoski piłkarz[368]
  - Per Svensson – szwedzki zapaśnik, mistrz świata (1970, 1971), Europy (1969, 1970) oraz państw nordyckich, srebrny medalista olimpijski (1964)[369]
  - Andrzej Trojanowski – polski zawodnik piłki ręcznej[370]
  - Piotr Wróblewski – polski dziennikarz radiowy[371]
- 16 grudnia
  - Yaakov Agmon – izraelski reżyser[372]
  - Arsen Arsenow – bułgarski śpiewak operowy[373]
  - Waldemaro Bartolozzi – włoski kolarz[374]
  - Firdous Begum – pakistańska aktorka[375]
  - Caroline Cellier – francuska aktorka[376]
  - Alicja Ciężkowska – polska dyplomatka, stała przedstawicielka Polski przy UNESCO (1995–2000)[377]
  - Flavio Cotti – szwajcarski polityk, minister spraw wewnętrznych (1987–1993) i spraw zagranicznych (1994–1999), prezydent Szwajcarii (1991, 1998)[378]
  - Fiedia Fiłkowa – bułgarska poetka[379]
  - Julian Gajda – polski agronom, prof. dr hab.[380]
  - Tesfaye Gessesse – etiopski aktor i pisarz[381]
  - Peter Yariyok Jatau – nigeryjski duchowny rzymskokatolicki, arcybiskup Kaduny (1975–2007)[382]
  - Tadeusz Krokos – polski działacz oświatowy, Honorowy Obywatel Miasta Kalisza[383][384]
  - Joseph Kyeong Kap-ryong – południowokoreański duchowny rzymskokatolicki, biskup pomocniczy Seulu (1977–1984), biskup Taejon (1984–2005)[385]
  - Mieczysław Madejski – polski działacz konspiracji w czasie II wojny światowej, uczestnik powstania warszawskiego, kawaler orderów[386]
  - Carl Mann – amerykański wokalista i pianista[387]
  - Rosaly Papadopol – brazylijska aktorka[388]
  - Adam Przybysz – polski plastyk, rzeźbiarz, medalier i malarz[389]
  - Kálmán Sóvári – węgierski piłkarz, reprezentant kraju[390]
  - Wacław Szybalski – polski biochemik, genetyk i onkolog[391][392]
  - Stephen Tjephe – birmański duchowny rzymskokatolicki, biskup[393]
  - Adela de Torrebiarte – gwatemalska polityk, minister spraw wewnętrznych (2007–2008)[394]
  - Renê Weber – brazylijski piłkarz i trener[395]
- 15 grudnia
  - Ungku Abdul Aziz – malajski ekonomista[396]
  - Jan Błoński – polski działacz sportowy i turystyczny[397][398]
  - Anthony Casso – amerykański gangster, wielokrotny morderca[399]
  - Manuel Costas – hiszpański piłkarz[400]
  - Maria Cześnin-Straszewicz – polska dziennikarka, harcerka Szarych Szeregów i żołnierz AK, uczestniczka powstania warszawskiego[401]
  - Donald Fowler – amerykański politolog i polityk, prezes Krajowego Komitetu Partii Demokratycznej (1995–1997)[402]
  - Jorge García Santos – hiszpański piłkarz[403]
  - Eugenia Horecka – polska aktorka[404]
  - Jerzy Jankowski – polski działacz i popularyzator sportu wśród osób niepełnosprawnych[405][406]
  - Marceli Klimkowski – polski psycholog kliniczny i neuropsycholog, dr hab., prof. UMCS i AM w Lublinie[407]
  - Ivan Kolář – czeski matematyk, profesor na Uniwersytecie Masaryka w Brnie[408]
  - Jean-Pierre Lux – francuski rugbysta, reprezentant kraju[409]
  - Jerzy Maśluch – polski samorządowiec, wójt gminy Sosnowica, starosta parczewski (2014–2020)[410]
  - Karolina Mazur – polska ekonomistka, dr hab., profesor Uniwersytetu Zielonogórskiego[411]
  - Milomir Odović – bośniacki piłkarz i trener[412]
  - Krystyna Samochocka – polska chemiczka, prof. dr hab.[413]
  - Nino Semialjac – chorwacki fotografik[414]
  - Wojciech Stachurski – polski muzyk, kompozytor i producent muzyczny[415]
  - Jewgienij Tiażelnikow – radziecki działacz partyjny, dyplomata i historyk, deputowany do Rady Najwyższej ZSRR[416]
  - Sylwester Trzciński – polski harcmistrz i żeglarz, komendant Chorągwi Gdańskiej ZHP[417]
  - Jurij Tuzow – rosyjski aktor[418]
  - Jan Waskan – polski specjalista z zakresu nauk o polityce dr hab.[419][420]
- 14 grudnia
  - José María de la Torre Martín – meksykański duchowny rzymskokatolicki, biskup Aguascalientes (2008–2020)[421]
  - Eric Freeman – australijski krykiecista, reprezentant kraju[422]
  - Gérard Houllier – francuski trener piłkarski, selekcjoner reprezentacji Francji (1992–1993)[423]
  - Huang Zongying – chińska aktorka i pisarka[424]
  - Earl Hutto – amerykański polityk i dziennikarz, członek Izby Reprezentantów (1979–1995)[425]
  - Witalij Kaczanowski – radziecki bokser, mistrz Europy (1983)[426]
  - Jerzy Lange – polski działacz konspiracji w czasie II wojny światowej, uczestnik powstania warszawskiego, chemik, prof. dr hab. inż.[427]
  - Piotr Machalica – polski aktor[428]
  - Mosze Mandelbaum – izraelski ekonomista, prezes Banku Izraela (1982–1986)[429]
  - Andrzej Niewęgłowski – polski archeolog, dr hab.[430]
  - Zoltan Sabo – serbski piłkarz, trener[431]
  - Günter Sawitzki – niemiecki piłkarz[432]
  - Bogumił Sojecki – polski działacz kombatancki, w czasie II wojny światowej więzień nazistowskich obozów koncentracyjnych, kawaler orderów[433]
  - Hanna Stankówna – polska aktorka[434]
  - Karl Wilhelm Stark – niemiecki zbrodniarz wojenny z czasów II wojny światowej[435]
  - Seppo Vainio – fiński hokeista[436]
  - Marcelo Veiga – brazylijski piłkarz i trener[437]
  - Tarcisius Gervazio Ziyaye – malawijski duchowny rzymskokatolicki, biskup i arcybiskup Lilongwe (1994–2020)[438]
- 13 grudnia
  - Amedeo Baldizzone – włoski piłkarz i trener[439]
  - Otto Barić – chorwacki piłkarz, trener[440]
  - Irena Bazel – polska działaczka opozycji w okresie PRL, dama orderów[441]
  - Jorge Bruni – urugwajski polityk, minister spraw wewnętrznych (2009–2010)[442]
  - Ambrose Mandvulo Dlamini – suazyjski menedżer i urzędnik państwowy, premier Eswatini (2018–2020)[443]
  - Andrzej Janowski – polski pedagog, prof. dr hab., działacz społeczny i harcerski, wiceminister edukacji narodowej[444]
  - Nur Hossain Kasemi – bengalski imam, działacz polityczny i społeczny[445]
  - Władimir Krawcow – rosyjski śpiewak operowy (tenor)[446]
  - James McLane – amerykański pływak, mistrz olimpijski (1948, 1952), rekordzista świata[447]
  - Jaroslav Mostecký – czeski autor powieści fantastycznonaukowych[448]
  - Leonard Andrzej Mróz – polski śpiewak operowy (bas)[449]
  - William Norwood – amerykański kardiochirurg, doktor h.c. Uniwersytetu Jagiellońskiego[450]
  - Pauline Anna Strom – amerykańska kompozytorka muzyki elektronicznej[451]
  - Zbigniew Szymaniak – polski operator telewizyjny i filmowy[452][453][454]
- 12 grudnia
  - Bird Averitt – amerykański koszykarz[455]
  - John le Carré – brytyjski pisarz[456]
  - Nicolas Chumachenco – niemiecki skrzypek, pochodzenia polsko-ukraińskiego[457]
  - Escurinho – brazylijski piłkarz, reprezentant kraju[458]
  - Walentin Gaft – rosyjski aktor[459]
  - Alfonso Gagliano – kanadyjski polityk pochodzenia włoskiego, minister pracy (1996–1997), minister prac i usług publicznych (1997–2002)[460]
  - Victor Gnanapragasam – lankijski duchowny katolicki posługujący w Pakistanie, wikariusz apostolski Quetty (2010–2020)[461][462]
  - Terry Kay – amerykański pisarz[463]
  - Piotr Krajewski – polski projektant mody[464]
  - Damir Kukuruzović – chorwacki muzyk jazzowy[465]
  - Motjeka Madisha – południowoafrykański piłkarz[466][467]
  - Dariusz Malinowski – polski basista i wokalista, członek zespołu Siekiera[468][469]
  - Witold Orczyk – polski działacz konspiracji w czasie II wojny światowej oraz powojennego podziemia antykomunistycznego, kawaler orderów[470]
  - Jerzy Mikułowski Pomorski – polski socjolog, w latach 1990–1996 rektor Akademii Ekonomicznej w Krakowie[471]
  - Ferruccio Pisoni – włoski polityk i nauczyciel, parlamentarzysta, eurodeputowany II i III kadencji[472]
  - Charley Pride – amerykański piosenkarz i gitarzysta country[473]
  - Ann Reinking – amerykańska aktorka[474]
  - Jack Steinberger – amerykański fizyk, laureat Nagrody Nobla w dziedzinie fizyki (1988)[475]
  - Fikre Selassie Wogderess – etiopski polityk, premier Etiopii (1987–1989)[476]
  - Gene Tyranny – amerykański kompozytor i pianista awangardowy[477]
  - Anton Vaculík – słowacki aktor[478]
  - Ruhollah Zam – irański dziennikarz, dysydent skazany na karę śmierci[479]
- 11 grudnia
  - Mirosław Bućko – polski materiałoznawca, prof. dr hab. inż.[480]
  - Carlos Calvo – argentyński aktor[481]
  - Artjom Czernow – rosyjski hokeista[482]
  - Helena Dziadowiec – polska gleboznawczyni i biolog, prof. dr hab.[483]
  - James Flynn – nowozelandzki filozof i psycholog, znany jako odkrywca efektu Flynna[484]
  - Jarosław Gasik – polski restaurator, muzyk i wokalista, członek zespołu Milord[485]
  - Đurđa Ivezić – chorwacka aktorka teatralna i filmowa[486]
  - Nikołaj Iwanow – rosyjski aktor, Ludowy Artysta Federacji Rosyjskiej[487]
  - Kim Ki-duk – południowokoreański reżyser, scenarzysta, producent i montażysta filmowy[488]
  - Adam Koseski – polski historyk i politolog[489]
  - Joseph Nyagah – kenijski polityk, były minister[490]
  - Antoni Palmąka – polski uczestnik II wojny światowej, kawaler orderów[491]
  - Adi Peichl – austriacki aktor i reżyser[492]
  - Ewa Pieczyńska – polska hydrobiolog i ekolog, prof. dr hab., dziekan Wydziału Biologii Uniwersytetu Warszawskiego[493]
  - Jerzy Przeździecki – polski prozaik, dramatopisarz, scenarzysta filmowy[494]
  - Mongkol Na Songkhla – tajski polityk i lekarz, minister zdrowia publicznego (2006–2008)[495]
  - Andrzej Tomaszewicz – polski historyk, doktor habilitowany nauk humanistycznych, senator I kadencji[496]
  - Jerzy Treutler – polski grafik, plakacista i ilustrator[497]
  - Irena Veisaitė – litewska teatroznawca i literaturoznawca, działaczka na rzecz praw człowieka[498]
  - Rahnaward Zaryab – afgański pisarz[499]
  - Aleksander Żukowski – polski pianista, kompozytor i aranżer[500]
- 10 grudnia
  - Kenneth Alwyn – brytyjski dyrygent, kompozytor i pisarz[501]
  - Rafael Ramón Conde Alfonzo – wenezuelski duchowny rzymskokatolicki, biskup Margarita (1999–2008) i Maracay (2008–2019)[502]
  - Don Marion Davis – amerykański aktor dziecięcy epoki kina niemego, wojskowy[503]
  - Lili Goldstein – polska lekarka pochodzenia żydowskiego, pediatra, ekspert w dziedzinie wrodzonych wad serca u dzieci[504]
  - Eugeniusz Iwanicki – polski pisarz[505]
  - Mihajlo Jančikin – serbski aktor[506]
  - Ram Lal Rahi – indyjski polityk, minister stanu ds. wewnętrznych (1991–1996)[507]
  - Tom Lister Jr. – amerykański aktor i wrestler[508]
  - Nemanja Miljković – serbski koszykarz i trener[509]
  - José Mario Ruiz Navas – ekwadorski duchowny katolicki, biskup Latacunga (1968–1989), arcybiskup Portoviejo (1989–2007)[510]
  - Walter Garrison Runciman – brytyjski socjolog, 3. wicehrabia Runciman of Doxford[511]
  - Joseph Safra – libańsko-brazylijski bankier i miliarder, założyciel Banco Safra[512]
  - Myriam Sienra – paragwajska aktorka[513]
  - Andrzej Skowroński – polski wioślarz, uczestnik Igrzysk Olimpijskich w Moskwie[514]
  - Carol Sutton – amerykańska aktorka[515]
  - Bryan Sykes – brytyjski genetyk, autor książek[516]
  - Bogdan Widera – polski dziennikarz[517]
  - Barbara Windsor – brytyjska aktorka[518]
- 9 grudnia
  - Henryk Bardijewski – polski prozaik, satyryk, autor sztuk scenicznych i słuchowisk oraz tekstów dla kabaretów literackich[519]
  - Manglesh Dabral – indyjski poeta i dziennikarz[520]
  - Nabil Farouk – egipski pisarz[521]
  - Teodor Filipiak – polski znawca historii doktryn politycznych i prawnych, prof. dr hab.[522][523]
  - Gordon Forbes – południowoafrykański tenisista i autor wspomnień[524][525]
  - Jan Frandofert – polski dziennikarz i publicysta sportowy[526][527]
  - Michał Hebda – polski naukowiec, inżynier, prof. dr hab., pułkownik WP, wiceminister gospodarki materiałowej i paliwowej, rektor uczelni wyższych[528]
  - Dick Hinch – amerykański polityk i przedsiębiorca, przewodniczący Izby Reprezentantów New Hampshire (2020)[529]
  - Alan Igbon – brytyjski aktor[530]
  - Bohdan Jałowiecki – polski socjolog, prof. dr hab.[531]
  - Mohammad Jazdi – irański duchowny muzułmański, Głowa Wymiaru Sądownictwa Iranu (1989–1999), przewodniczący Zgromadzenia Ekspertów (2015–2016)[532]
  - Wiaczesław Jezepow – rosyjski aktor[533]
  - Wiaczasłau Kiebicz – białoruski działacz komunistyczny, ekonomista i inżynier, premier Białoruskiej SRR (1990–1991) i Białorusi (1991–1994)[534]
  - Chowdhury Kamal Ibne Yusuf – bengalski polityk, parlamentarzysta, minister (2001–2006)[535]
  - Krzysztof Ludwinek – polski elektrotechnik, dr hab. prof. PŚw[536][537]
  - Sean Malone – amerykański muzyk, kompozytor i instrumentalista, członek m.in. Cynic, Gordian Knot, Office of Strategic Influence oraz Aghora[538][539]
  - Adam Maruszak – polski muzyk i kierownik muzyczny, dyrektor Zespołu Pieśni i Tańca „Lublin” im. Wandy Kaniorowej[540][541]
  - Marc Meneau – francuski kuchmistrz i restaurator[542]
  - Alex Olmedo – peruwiański tenisista[543]
  - Ray Perkins – amerykański footbalista i trener[544]
  - Paolo Rossi – włoski piłkarz, mistrz świata (1982)[545]
  - Aleksandr Samojłow – rosyjski aktor[546]
  - Sebastian Skiba – polski kolarz szosowy[547]
  - Jason Slater – amerykański basista, członek zespołu Third Eye Blind[548]
  - Dariusz Urban – polski ekonomista, dr hab.[549]
- 8 grudnia
  - Maria Bielińska – polska historyczka[550]
  - Harold Budd – amerykański muzyk awangardowy i ambientowy, poeta[551]
  - Jewgienij Czistow – rosyjski malarz[552]
  - Asłanbek Fidarow – ukraiński zapaśnik, mistrz Europy (1995)[553]
  - Grażyna Jonkajtys-Luba – polski architekt, autorka opracowań, dama orderów[554][555][556]
  - Janusz Kindler – polski inżynier gospodarki wodnej i ochrony środowiska, prof. dr hab.[557]
  - Christian Macharski – niemiecki pisarz i artysta kabaretowy[558]
  - Zbigniew Oziewicz – polski fizyk, dr hab., działacz opozycji w okresie PRL[559][560]
  - Klaus Pagh – duński aktor[561]
  - Aurelio Pes – włoski pisarz i dramaturg[562]
  - Raffaele Pinto – włoski kierowca rajdowy, rajdowy mistrz Europy (1972)[563]
  - Alejandro Sabella – argentyński piłkarz, trener[564]
  - Andrzej Siwicki – polski muzyk jazzowy, członek zespołu South Silesian Brass Band[565][566][567]
  - Kurt Stettler – szwajcarski piłkarz[568]
  - Gerard Stokes – nowozelandzki rugbysta i trener[569]
  - Andriej Swiridienko – rosyjski poeta[570]
  - Jewgienij Szaposznikow – rosyjski przedsiębiorca, wojskowy, marszałek lotnictwa[571]
  - Nikołaj Wichariew – rosyjski piłkarz[572]
  - Wang Yupu – chiński przedsiębiorca, były prezes Sinopecu, minister zarządzania kryzysowego (2018–2020)[573]
  - Marian Zasada – polski nauczyciel, kawaler orderów[574]
- 7 grudnia
  - Akito Arima – japoński fizyk nuklearny i polityk[575]
  - Aleksy – grecki duchowny prawosławny, biskup[576]
  - Dick Allen – amerykański baseballista[577]
  - Tihomir Arsić – serbski aktor[578]
  - Divya Bhatnagar – indyjska aktorka[579]
  - Natalie Desselle-Reid – amerykańska aktorka[580]
  - Phyllis Eisenstein – amerykańska pisarka science fiction i fantasy[581]
  - Aleksandr Gordon – rosyjski reżyser filmowy i aktor[582]
  - İrfan Gürpınar – turecki polityk, minister turystyki (1995, 1995–1996)[583]
  - Piotr Jonczyk – polski biolog, prof. dr hab.[584][585]
  - Borivoje Kandić – serbski aktor[586]
  - Lidia Menapace – włoska partyzantka, publicystka i literaturoznawca, senator (2006–2008)[587]
  - Walenty Kubiś – polski żołnierz w czasie II wojny światowej, kawaler orderów[588]
  - Katarzyna Łaniewska – polska aktorka[589]
  - Vadim Petrov – czeski kompozytor pochodzenia rosyjskiego[590]
  - Janusz Sanocki – polski dziennikarz, polityk i samorządowiec, działacz opozycji okresie w PRL, burmistrz Nysy (1998–2001), poseł  na Sejm VIII kadencji[591]
  - Douglas Scott – brytyjski himalaista i pisarz[592]
  - Chuck Yeager – amerykański pilot wojskowy i doświadczalny, generał dywizji, pierwsza osoba, która przekroczyła barierę dźwięku[593]
  - Jerzy Zalewski – polski szwoleżer, uczestnik II wojny światowej, autor ksiazki poświęconej swojemu ojcu Ksaweremu Józefowi Karolowi Zalewskienu[594][595][596][597]
- 6 grudnia
  - Petras Bingelis – litewski dyrygent i kierownik chóru[598]
  - Dejan Dabović – jugosłowiański waterpolista, mistrz olimpijski (1968)[599]
  - T.B. Ekanayake – lankijski polityk, parlamentarzysta i minister[600]
  - Zbigniew Jurkiewicz – polski samorządowiec, burmistrz Ciężkowic (2010–2020)[601]
  - Jaromír Kohlíček – czeski polityk, poseł do Parlamentu Europejskiego[602]
  - László Kuncz – węgierski piłkarz wodny, brązowy medalista olimpijski (1980)[603]
  - Zbigniew Leraczyk – polski aktor, dyrektor Teatru Zagłębia w Sosnowcu (2011–2018)[604]
  - Li Ligong – chiński polityk i działacz partyjny, członek Komitetu Centralnego Komunistycznej Partii Chin (1987–1992)[605]
  - Adam Marcinkowski – polski historyk, prof. dr hab., rektor Akademii Bydgoskiej im. Kazimierza Wielkiego[606]
  - Klaus Ofczarek – austriacki śpiewak operowy i aktor[607]
  - Eric Pacheco – amerykański gitarzysta basowy[608]
  - Dennis Ralston – amerykański tenisista[609][610]
  - Džej Ramadanovski – serbski piosenkarz[611]
  - Paul Sarbanes – amerykański polityk, senator ze stanu Maryland[612]
  - Xu Shousheng – chiński polityk i działacz partyjny, gubernator prowincji Hunan i Gansu[613]
  - Tabaré Vázquez – urugwajski polityk i lekarz onkolog, burmistrz Montevideo (1990–1995), prezydent Urugwaju (2005–2010, 2015–2020)[614][615]
  - Senta Wengraf – austriacka aktorka[616]
- 5 grudnia
  - Peter Alliss – angielski golfista i komentator sportowy[617]
  - Robert Castel – francuski aktor i komik[618]
- Kazimierz Chłapowski – polski geograf, oceanograf, polarnik i żeglarz[619]
  - Dolf de Vries – holenderski aktor i pisarz[620]
  - Maria Goncerzewicz – polska lekarz pediatra, prof. dr hab., pierwsza dyrektor Instytut „Pomnik – Centrum Zdrowia Dziecka”[621]
  - John Harvey – australijski kierowca wyścigowy[622]
  - Tadej Hrušovar – jugosłowiański i słoweński wokalista i kompozytor[623]
  - Ron Irwin – kanadyjski polityk i dyplomata, minister ds. Indian i rozwoju Północy (1993–1997)[624]
  - Minczo Jowczew – bułgarski polityk, wicepremier i minister przemysłu (1989–1990)[625]
  - Wojciech Kuczyński – polski fizyk, prof. dr hab.[626]
  - Henryk Kukier – polski bokser, mistrz Europy (1953), trzykrotny olimpijczyk[627]
  - Sherbaz Khan Mazari – pakistański polityk, lider opozycji (1975–1977)[628]
  - Mieczysław Maziarz – polski lekarz, polityk i samorządowiec, senator VI kadencji[629]
  - Ildikó Pécsi – węgierska aktorka[630]
  - Wiktor Poniedielnik – rosyjski piłkarz i trener, dziennikarz sportowy[631]
  - Henryk Przybyszewski – polski samorządowiec, trener i nauczyciel, starosta działdowski (1998–2002)[632]
  - Erode Soundar – indyjski reżyser i scenarzysta[633]
  - Wojciech Zabłocki – polski architekt i szermierz, medalista olimpijski[634]
  - Henryk Zieliński – polski krytyk filmowy, redaktor naczelny Ekranu[635]
- 4 grudnia
  - Marko Bello – albański polityk i dyplomata, minister integracji europejskiej[636]
  - Franco Bolignari – włoski piosenkarz[637]
  - Eugenia Botnaru – mołdawska aktorka[638]
  - Eduardo Cesti – peruwiański aktor[639]
  - Ole Espersen – duński prawnik i polityk, minister sprawiedliwości (1981–1982)[640]
  - Cliff Green – australijski scenarzysta filmowy[641]
  - Narinder Singh Kapany – indyjsko-amerykański fizyk i przedsiębiorca, specjalizujący się w zakresie światłowodów[642]
  - Marie Rút Křížková – czeska poetka, publicystka i historyk literatury, rzecznik Karty 77 (1983–1984)[643]
  - Nenad Lalić – bośniacki ekonomista, profesor Uniwersytetu w Sarajewie[644]
  - David Lander – amerykański aktor charakterystyczny, komik i muzyk[645]
  - François Leterrier – francuski reżyser filmowy i pisarz[646]
  - Antonín J. Liehm – czeski pisarz, tłumacz, literaturoznawca i filmoznawca[647]
  - Dariusz Cezary Maleszyński – polski historyk literatury i piśmiennictwa, dr hab.[648]
  - Roman Marszalec – polski duchowny rzymskokatolicki, ksiądz prałat, kawaler orderów[649]
  - Larry Mavety – kanadyjski hokeista i trener[650]
  - Aleksandr Michaiłow – rosyjski polityk, gubernator obwodu kurskiego (2000–2018)[651]
  - Andrzej Noras – polski filozof, prof. dr hab.[652]
  - James Odongo – ugandyjski duchowny katolicki, biskup[653]
  - Bassam Saba – libański flecista[654]
  - Anatolij Samojlenko – ukraiński matematyk, członek Narodowej Akademii Nauk Ukrainy[655]
  - Suhaila Seddiqi – afgańska lekarz chirurg i polityk, minister zdrowia publicznego (2001–2004)[656]
  - Dineshwar Sharma – indyjski funkcjonariusz policji i służb specjalnych, administrator Lakszadiwów (2019–2020)[657]
  - Kinuko Tanida – japońska siatkarka, mistrzyni olimpijska (1964)[658]
- 3 grudnia
  - Zbigniew Bednarski – polski chirurg, dr hab. n. med.[659]
  - Noah Creshevsky – amerykański kompozytor[660]
  - Giuseppe Dalla Torre – włoski i watykański prawnik oraz urzędnik, prezes Trybunału Państwa Miasta Watykańskiego (1997–2019)[661]
  - Irena Dryll-Gutkowska – polska dziennikarka prasowa, wiceprezes Stowarzyszenia Dziennikarzy Polskich[662]
  - Maria Fyfe – szkocka polityk, członek Izby Gmin (1987–2001)[663]
  - André Gagnon – kanadyjski kompozytor i dyrygent[664]
  - Wołodymyr Huba – ukraiński kompozytor i poeta[665]
  - Maciej Konopacki – polski działacz mniejszości białoruskiej i tatarskiej, dziennikarz[666][667]
  - Henryk Krysztofiak – polski piłkarz[668]
  - Zdzisław Marciniak – polski inżynier i wynalazca, prof. dr hab., członek rzeczywisty Polskiej Akademii Nauk, prorektor Politechniki Warszawskiej[669]
  - Ron Mathewson – brytyjski basista i gitarzysta jazzowy[670]
  - Jutta Lampe – niemiecka aktorka[671]
  - Alison Lurie – amerykańska pisarka i publicystka, laureatka Nagrody Pulitzera (1984)[672]
  - Mario Maraschi – włoski piłkarz[673]
  - Albert Salvadó – andorski pisarz[674]
  - Bill Spencer – amerykański biathlonista, olimpijczyk[675]
  - Jacek Włodyga – polski polityk samorządowy, konstruktor skoczni narciarskich, działacz sportowy, skoczek narciarski[676]
- 2 grudnia
  - Mohamed Abarhoun – marokański piłkarz, reprezentant kraju[677]
  - Warren Berlinger – amerykański aktor[678]
  - Henryk Bojarski – polski dyplomata i ekonomista, chargé d’affaires ambasady w Senegalu (1969–1973)[679]
  - Ludo Busschots – belgijski aktor[680]
  - Frank Carney – amerykański przedsiębiorca, współzałożyciel sieci Pizza Hut[681]
  - Hilary Cofalik – polski zawodnik i trener podnoszenia ciężarów[682]
  - Bronisław Dankowski – polski polityk, działacz związkowy, poseł na Sejm III i IV kadencji[683]
  - Franco Giraldi – włoski reżyser i scenarzysta[684]
  - Valéry Giscard d’Estaing – francuski polityk i samorządowiec, prezydent Francji (1974–1981)[685]
  - Zafarullah Khan Jamali – pakistański polityk, premier Pakistanu (2002–2004)[686]
  - Rafer Johnson – amerykański lekkoatleta, wieloboista, mistrz i wicemistrz olimpijski[687]
  - Kenneth V. Jones – brytyjski kompozytor muzyki filmowej[688]
  - Alfred Kucharczyk – polski gimnastyk i trener, trzykrotny olimpijczyk[689]
  - Andrzej Malanowski – polski poeta, dziennikarz, redaktor i wydawca[690][691]
  - Aldo Moser – włoski kolarz szosowy[692]
  - Jarosław Motyka – polski działacz partyjny i ekonomista, I sekretarz Komitetu Wojewódzkiego PZPR w Kielcach (1986–1990)[693]
  - Pat Patterson – kanadyjski wrestler[694]
  - Boris Płotnikow – rosyjski aktor[695]
  - Włodzimierz Rekłajtis – polski filmowiec, dyrektor Archiwum Wytwórni Filmów Dokumentalnych i Fabularnych w Warszawie[696]
  - Pamela Tiffin – amerykańska aktorka[697][698]
  - Bernard Vogler – francuski historyk[699]
- 1 grudnia
  - Norman Abramson – amerykański informatyk i inżynier[700]
  - Stanisław Ciesielski – polski historyk, prof. dr hab.[701]
  - Mikołaj Dejneko – polski duchowny prawosławny, ksiądz mitrat, kawaler Orderu św. Marii Magdaleny[702][703]
  - Maria Drue – polska pianistka, kompozytorka i akompaniatorka pochodzenia żydowskiego tworząca na emigracji[704][705]
  - Eric Engstrom – amerykański inżynier oprogramowania, współodpowiedzialny za rozwój interfejsu programowania aplikacji DirectX[706]
  - Juan Hormaechea – hiszpański polityk i prawnik, alkad Santander, prezydent Kantabrii (1987–1990, 1991–1995)[707]
  - Krystyna Ilmurzyńska – polski kardiolog, prof. dr hab. n. med.[708]
  - Marija Itkina – radziecka i białoruska sprinterka, czterokrotna mistrzyni Europy, wielokrotna rekordzistka kraju i świata[709]
  - Brian Kerr – brytyjski prawnik, sędzia Sądu Najwyższego Zjednoczonego Królestwa[710]
  - Hugh Keays-Byrne – australijski aktor[711]
  - Benedykt Kunicki – polski muzyk bluesowy[712][713][714]
  - Eduardo Lourenço – portugalski filozof i pisarz[715]
  - Stanisław Olesiak – polska werbista, misjonarz, kawaler Orderu Uśmiechu[716]
  - Janusz Pawłowski – polski filmowiec, autor zdjęć[717][718]
  - Stefan Podsiadło – polski żołnierz w czasie II wojny światowej, działacz kombatancki, kapitan WP w stanie spoczynku, kawaler orderów[719]
  - Arnie Robinson – amerykański lekkoatleta, mistrz olimpijski (1976)[720]
  - Hanna Stadnik – polska działaczka kombatancka, p.o. prezesa Światowego Związku Żołnierzy Armii Krajowej (2020)[721]
  - Wacław Staszyński – polski żołnierz w czasie II wojny światowej oraz działacz powojennego podziemia antykomunistycznego, kawaler orderów[722]
  - Henri Teissier – francuski duchowny rzymskokatolicki posługujący w Algierii, arcybiskup algierski (1988–2008)[723]
  - Valter Tomas – chorwacki pisarz i historyk literatury[724]
  - Walter E. Williams – amerykański ekonomista i publicysta[725]

- data dzienna nieznana
  - Tadeusz Barański – polski nauczyciel, działacz konspiracji niepodległościowej w czasie II wojny świtowej, podpułkownik WP w stanie spoczynku[726]
  - LD Beghtol – amerykański muzyk, pisarz i projektant graficzny[727]
  - Tadeusz Cielecki – polski prawnik i kryminolog, dr hab., wysoki rangą funkcjonariusz Policji[728]
  - Stanisław Kopacz – polski chemik, prof. dr hab.[729]
  - Walter Lechner Sr. – austriacki kierowca rajdowy i przedsiębiorca, szef zespołu Walter Lechner Racing[730]
  - Alexi Laiho – fiński muzyk metalowy, członek grup Children of Bodom i Sinergy[731]
  - Lenin Magigwane Shope – południowoafrykański polityk, dyplomata i parlamentarzysta, ambasador RPA w Senegalu[732]
  - Jacek Sieński – polski dziennikarz i publicysta[733][734]
  - Saufatu Sopoanga – tuvalski polityk, minister finansów, minister spraw zagranicznych, wicepremier, premier Tuvalu[735]
  - Tadeusz Stodolniak – polski kolejarz, uczestnik II wojny światowej, kawaler orderów[736]
  - Piotr Wilnowicz-Ćwieczkowski – polski uczestnik II wojny światowej, powstaniec warszawski, kawaler orderów[737]
  - Yuan Hanrong – chiński fizyk i tłumacz, mąż Yi Lijun[738]